# شورش‌های دهه ۱۳۷۰ ایران
شورش‌های دهه ۱۳۷۰ ایران، شورش‌هایی غیرمنتظره برای حکومت ایران بود که در دهه هفتاد شمسی در شهرهایی مانند قزوین، مشهد، اسلامشهر، شیراز، زاهدان، زنجان، ارومیه، اراک و مبارکه رخ دادند. در شورش ۱۳۷۱ مشهد که گسترده‌ترین آنها بود، تلاش مأموران شهرداری برای تخریب خانه‌های مسکونی غیرمجاز ساخته شده در کوی طلاب منجر به نارضایتی و درگیری گسترده‌ای در سطح شهر شد.
موج تظاهرات در خردادماه ۱۳۷۱ و پس از آن آغاز شد که دولت سازندگی پس از پایان جنگ ایران و عراق طرح تعدیل ساختاری را اجرا کرد و تورم به حدود پنجاه درصد رسید. مخالفت مجلس ایران با استان شدن قزوین و اعتصاب رانندگان مینی‌بوس در اسلامشهر نیز از دیگر علل این شورش‌ها بود.
حکومت ایران هیچگاه جزئیات این شورش‌ها و میزان تلفات ناشی از آنها را اعلام نکرد، اما این حوادث باعث تغییر در ساختار تشکیلاتی بسیج و افزایش مانورهای شهری در ایران شد. مشخصا پس از شورش مشهد، گردان‌های عاشورا و الزهرا برای اقدام در حوادث غیر مترقبه شکل گرفت.

## زمینه
در آغاز دهه هفتاد شمسی، با اجرای سیاست تعدیل اقتصادی پس از جنگ ایران و عراق و افزایش نرخ تورم تا ۴۹٫۴ درصد، شوک اقتصادی بزرگی بر اقتصاد ایران وارد شد. آثار این شوک اقتصادی، در سطح زندگی مردم تأثیر گذاشت و در چندین مورد مردم را به خیابان‌ها کشید.

## شهرها

### مشهد
نهم خرداد ۱۳۷۱ تصمیم به تخریب بخشی از کوی طلاب مشهد با مخالفت ساکنان روبرو شد. در جریان این درگیری از سوی مأموران به یک دانش آموز شلیک شد و این مقدمه‌ای برای یک اعتراض گسترده و پرخشونت بود. روز بعد نیروهای سپاه پاسداران به منطقه اعزام شدند و با سرکوب مردم، این شورش پایان یافت.

### اسلامشهر
مردم اسلامشهر نسبت به گرانی‌ها، بخصوص گرانی کرایه تاکسی معترض بودند. مردم معترض مسیر جاده ساوه به چهاردانگه را مسدود کردند. پس از دو روز تقابل مردم و نیروی انتظامی، سرانجام لشکر ثارالله سپاه و پلیس ضد شورش به سرکوب این اعتراض پرداختند.

### قزوین
در مرداد سال ۱۳۷۳ طرح استان شدن قزوین در مجلس ایران رای نیاورد و باعث اعتراض مردم شد. این اعتراض با بستن جاده‌های استان توسط معترضان آغاز شد، و با دخالت نیروی انتظامی به خشونت کشیده شد. در جریان اعتراضات مردم به چندین سینما و بانک خسارت وارد شد و اوضاع از کنترل مقامات انتظامی خارج شد. سپاه پاسداران با لشکر سید الشهدا و با سرکوب مسلحانه و دستگیری معترضان این حرکت اعتراضی را پایان داد.

## بازتاب‌ها
در جریان رأی اعتماد به کابینه محمود احمدی‌نژاد که وی مصطفی پورمحمدی را به عنوان وزیر کشور معرفی کرده بود، عماد افروغ و الیاس نادران نمایندگان اصول‌گرای تهران در مجلس در مخالفت با صلاحیت وی سخنرانی کرده و به تظاهرات‌های گسترده در کشور اشاره کرد که به گفته وی به دلیل عدم فهم مسئولان با کشتن عده زیادی سرکوب گردید:
یادم نرفته که در سال ۱۳۷۲ جنبش‌های شهری را در شیراز، مشهد، اراک و مبارکه چگونه قلع و قمع کردند و به خاک و خون کشیدند، چون فهمی نداشتند، اگر ما همین جریان ۱۸ تیر را متوجه می‌شدیم، دستور حمله صادر نمی‌کردیم. به ما حق بدهید؛ فردی که از این وزارتخانه با این گذشته و فقدان سازوکارهای نظارتی می‌آید، این گونه برای ما تداعی شود که تنمان در عرصه عمومی بلرزد، مگر نلرزیده‌است؟ مگر احساس ناامنی در گذشته نداشته‌ایم.

اما در جریان رقابت‌های انتخاباتی دوره دهم ریاست جمهوری و مناظره محمود احمدی‌نژاد با میرحسین موسوی در ۱۴ خرداد، وی پس از آنکه همه رقیبانش را مورد حمایت هاشمی رفسنجانی نامید به تظاهرات‌ها و سرکوب آن به عنوان نمونه‌ای از اقدامات دولت هاشمی رفسنجانی اشاره کرد. انتقاد از تورم بالا همواره از سوی رقبای محمود احمدی‌نژاد در جریان انتخابات مطرح گردید.